# O pokoju
O pokoju stgr. περὶ τῆς Εἰρήνης – mowa polityczna napisana i wygłoszona przez Demostenesa w 346 roku p.n.e. Mówca przekonywał Ateńczyków rozdrażnionych macedońskim poselstwem, do zachowania pokoju Filokratesa i nie wznawiania wojny przeciwko Filipowi II.

## Tło
W 346 roku p.n.e. Ateńczycy zawarli pokój z Filipem II Macedońskim. W ramach jego ustaleń Ateny porzucały swoich sojuszników z Fokidy, którym uprzednio pomagali w toczonej z Filipem II wojnie świętej. Macedończyk szybko pokonał odosobnionych Fokijczyków, do Aten wysłał zaś posłów ze skargą na udzielanie wsparcia fokijskim zbiegom. Poselstwo Filipa wywołało oburzenie wśród Ateńczyków, którzy chcieli zerwać pokój i wznowić wojnę z Filipem.
W mowie O pokoju Demostenes odwodzi rodaków od pochopnych akcji, przedstawiając katastrofalne skutki do jakich doprowadzą. Pokój został zachowany.

## Treść
Demostenes wysławia Ateńczykom trudności, na jakie natrafia każdy mówca w obecnym czasie. Trudności te nie tylko z obecnego położenia, ale stąd także wynikają, że zdania mężów, mających wpływ na funkcjonowanie polis, są ze sobą w rażącej sprzeczności. Obiecuje udzielić stosownej rady w celu polepszenia stanu polis. Aby sobie zapewnić wpływ na umysły Ateńczyków, przypomina im trzy ważne wypadki z przeszłości, wykazując, że w tych wypadkach rada jego, chociaż na początku trafiła na silny opór, jednak w skutku okazała się najlepszą. Nadmienia, że niektórzy stawszy się za pieniądze rzecznikami Filipa, albo sami w złej wierze udzielają fałszywej udzielają, albo sprzeciwiają się danym przez innych dobrym radom. Odwołując się do swojej rzetelności, przystępuje do właściwego przedmiotu. Tezą mowy Demostenesa jest to, że w obecnych okolicznościach nie należy zrywać pokoju zawartego z Filipem. Zastrzega, że nie uznaje tego pokój ani za korzystny, ani za zaszczytny dla polis, lecz twierdzi, że lepiej było nie zawierać go wcale, niż go teraz zrywać. Jako niechybny skutek zerwania pokoju przedstawia wspólną walkę z koalicją wszystkich państw greckich przeciw Atenom. Omawia stosunek ateńskiej polis do poszczególnych państw greckich i wskazuje na zasady polityki, jakimi rządziły się te państwa w ostatnich latach ostatnich. Wnosi stąd, że zerwanie pokoju zawartego z Filipem oznaczałoby narażenie się na wojnę ze wszystkimi Hellenami połączonymi z Filipem Macedońskim. W końcu odpiera zarzuty tych, którzy w przesadzonej śmiałości twierdzili, że nie należy z obawy przed wojną czynić tego, czego żąda nieprzyjaciel. Odpiera je zaś w sposób następujący: Ateńczycy nie raz, znajdując się w korzystniejszych niż obecne okolicznościach, ponosili znaczne bardzo ofiary, by się nie narazić na wojnę. Obecnie Filip żąda od Ateńczyków, aby uznali jego amfiktiońską godność. Byłoby to więc ze strony obywateli wielkim nierozsądkiem, gdyby teraz dla tego marnego cienia godności, narażali polis na tak wielkie niebezpieczeństwo.